# Dyersburg
|  | Dieser Artikel wurde aufgrund von inhaltlichen Mängeln auf der Qualitätssicherungsseite des Projektes USA eingetragen. Hilf mit, die Qualität dieses Artikels auf ein akzeptables Niveau zu bringen, und beteilige dich an der Diskussion! Eine nähere Beschreibung der zu behebenden Mängel fehlt. |

Dyersburg ist eine City mit 16.164 Einwohnern (Stand: Volkszählung 2020) im Nordwesten des US-Bundesstaates Tennessee. Sie liegt 114 km nördlich von Memphis, 71 km nordwestlich von Jackson, und 135 km südwestlich von Paducah in deren Ballungsraum und gehört zum Dyer County.

## Geschichte
Die Gegend, auf der später die Stadt gegründet wurde, gehörte früher den Chickasaw-Indianern. Der Vertrag, der ihnen das Recht an West Tennessee nahm, wurde 1818 unterzeichnet. Dyersburg war eine Anlegestelle für Schaufelraddampfer, die über den Forked Deer River vom Mississippi kamen.
1823 wurde von der  Tennessee General Assembly beschlossen, dass zwei neue Counties westlich des Tennessee River gegründet werden sollten.
Eines davon war Dyer County.
Ab 1884 wurde die Stadt mit der Countyhauptstadt Tiptonville, Tennessee verbunden. Dies führte zu weiterem Wirtschaftswachstum.

## Verkehr
- Dyersburg Regional Airport

## Bekannte Söhne und Töchter
- Harry Ford (* 1987), Schauspieler
- Robert Fuller, Wrestler
- Walter Fuller (1910–2003), Jazzmusiker
- James A. Gardner, Träger der Medal of Honor
- George Harris (1927–2002), Wrestler
- Michael Swift, Footballspieler
- Ed Wright, Baseballspieler (Boston Braves und Philadelphia Athletics – 1945–48, 1952)